# Ginés Sánchez Balibrea
Ginés Sánchez Balibrea (n. 1906) fue un militar y docente español.

## Biografía
Nacido en Cartagena en 1906, ingresó en la Academia de Infantería de Toledo en julio de 1924. Dos años después ingresó en la Academia general del Cuerpo de infantería de marina. Tras el estallido de la Guerra civil se mantuvo fiel a la República. En septiembre de 1937 fue nombrado comandante de la 94.ª Brigada Mixta, teniendo una destacada participación en la batalla de Teruel. En abril de 1938 fue nombrado comandante de la 34.ª División, que cubría el frente del Segre.
Al final de la contienda se exilió en Panamá, donde dirigió los colegios «Abel Bravo» y «José Guardia Vega» de Colón.

## Obras
- —— (2002). Guerra y exilio. Panamá: Imprenta Universal Books.[5]